# Miroslav Šatan
Miroslav Šatan (Topoľčany, 22 ottobre 1974) è un ex hockeista su ghiaccio slovacco fino al 1993 cecoslovacco, che ha giocato nel ruolo di ala destra.

## Carriera
Nel corso della propria carriera ha giocato nella NHL con gli Edmonton Oilers, i Buffalo Sabres, i New York Islanders, i Pittsburgh Penguins e i Boston Bruins. Ha giocato inoltre nella KHL con l'OHK Dinamo e lo Slovan Bratislava.

## Palmarès

### Competizioni nazionali
- Stanley Cup: 1

 Pittsburgh Penguins: 2009

### Internazionale
- Campionato mondiale di hockey su ghiaccio: 1

Svezia 2002